# لحظه را بگیر
«لحظه را بگیر» تک‌آهنگی از هنرمند اهل نروژ جوست است که در سال ۲۰۱۷ میلادی منتشر شد. این ترانه نماینده نروژ در یوروویژن ۲۰۱۷ بود که به رتبه ده رسید.